# آيت منصور (أقا إيغان)
آيت منصور هي إحدى مشيخات المملكة المغربية، تتبع جغرافيا لإقليم طاطا وإداريًا لأقا إيغان. يقدر عدد سكانها بـ 1608 نسمة حسب الإحصاء الرسمي للسكان والسكنى لسنة 2004.